# Forest Hills (Carolina del Nord)
Forest Hills és una població dels Estats Units a l'estat de Carolina del Nord. Segons el cens del 2000 tenia 330 habitants.

## Demografia
Segons el cens del 2000, Forest Hills tenia 330 habitants, 156 habitatges i 75 famílies. La densitat de població era de 254,8 habitants per km².
Dels 156 habitatges en un 16,7% hi vivien nens de menys de 18 anys, en un 44,2% hi vivien parelles casades, en un 1,9% dones solteres, i en un 51,9% no eren unitats familiars. En el 31,4% dels habitatges hi vivien persones soles el 5,1% de les quals corresponia a persones de 65 anys o més que vivien soles. El nombre mitjà de persones vivint en cada habitatge era de 2,12 i el nombre mitjà de persones que vivien en cada família era de 2,69.
Per edats la població es repartia de la següent manera: un 13,9% tenia menys de 18 anys, un 27,9% entre 18 i 24, un 14,5% entre 25 i 44, un 30,3% de 45 a 60 i un 13,3% 65 anys o més.
L'edat mediana era de 35 anys. Per cada 100 dones de 18 o més anys hi havia 102,9 homes.
La renda mediana per habitatge era de 45.000 $ i la renda mediana per família de 64.375 $. Els homes tenien una renda mediana de 38.750 $ mentre que les dones 31.500 $. La renda per capita de la població era de 25.949 $. Cap de les famílies i el 18,3% de la població estaven per davall del llindar de pobresa.

## Poblacions més properes
El següent diagrama mostra les poblacions més properes.